# Pachastrella chuni
Pachastrella chuni är en svampdjursart som beskrevs av Lendenfeld 1907. Pachastrella chuni ingår i släktet Pachastrella och familjen Pachastrellidae.
Artens utbredningsområde är havet utanför Kap Verde. Inga underarter finns listade i Catalogue of Life.